# Византијске заставе и инсигније
Током већег дијела њене историје, Источно римско (Византијско) царство није користило хералдику у западноевропском смилу. Разни амблеми (грч. σημεῖα; σημεῖον коришћени су у званичним приликама и у војне сврхе, као што су барјаци или штитови на којима се налазе различити мотиви као што су крстови или лабарум. Коришћење крста и икона Христa, Богородице и разних светаца потврђена је на печатима званичника, али то су били лично а не породични симболи.

## Царске инсигније

### Орлови
Једноглави римски царски орао наставио је да се користи у Источном римском царству, али далеко ређе. Тако „носиоци орлова” (грч. ὀρνιθόβορας), насљедници аквилифера из римских легија, још увијек су се налазили у војном приручнику из 6. вијека познатом као „Стратегикон Маврикија”, иако није познато да ли су стандарте које су носили имале било какви сличност са легионарским аквилама. На новцу, орао престаје да појављује послије раног 7. вијека, али се и даље повремено налазио на печатима званичника и каменим рељефима. У посљедњем вијеку Царства забижељен је вез на царској одјећи и приказан је у илуминираним рукописима као декорација за јастучиће на којима су стајали цареви.
Амблем који се највише доводи у везу са Византијом је двоглави орао. То није византијски изум, него традиционални анадолски мотив који датира из времена Хетита, а Византијци су га користили тек у посљедњем вијеку Царства. Усвајање двоглавном орла датира негдје од средином 11. вијека, када су Комнини то наводно преузели са хетитских радова на камену у њиховој родној Пафлагонији. Ово је, међутим, очигледно погрешно: мада се као декоративни детаљ двоглави орао почео јављати у византијској умјетности почетком 11. вијека, није потврђена његова веза са царом и његовом породицом све до 13. вијека, за вријеме Палеолога. Прије тога, крајем 12. и почетком 13. вијека, орао је коришћен у сјеверној Сирији и Горњој Месопотамији: артикудски султани Амиде користили су га као своју инсигнију, био је на кованицама Зенгида, а Саладин и селџучки султан Кејкубад I су га користили као декоративни мотив на својим грађевинама.
Цареви из династије Палеолог користили су двоглавог орла као симбол старијих чланова царске породице. Највише је коришћен на одјећи и другој опреми, као што је забиљежио средином 14. вијека Георгије Кодин у својој књизи „О дужностима”. Према Кодину, цар је носио посебне чизме или сандале (цангион) са орловима направљеним од бисера на оба глежња; деспоти су носили сличне чизме бијело-љубичасте боје са представама од бисера на везицама, док су абајлије и шатори били бијеле боје украшени црвеним двоглавим орловима. Слично томе, севастократор је носио плаве чизме са златном жицом извезеним двоглавим орлом на црвеној подлози, док је његова абајлија била плава са четири црвена везена орла. Једина прилика у којој се двоглави орао јавио на застави је на застави брода којим је цар Јован VIII Палеолог пловио на Фирентински сабор, како је поменуо Сфранцес што је потврђено приказом на Вратим Филарете у базилици Светог Петра.
У оквиру византијско свијета, орао (златни на црвеној подлози) користила је полуаутономна Морејска деспотовина и Гатилузији од Лезбоса, који су били вазали Палеолога. Двоглави орао је коришћен и у Трапезунтском царству, што је поврђено царском одјећом и заставама. Западни портолани из 14. и 15. вијека користили су двоглавом орла (сребреног/златног на црвеној/цинобер подлози) као симбол Трапезунта а не Цариграда. Једноглави орао се налазио на трапезунтском новцу, а 1421. године приказује трапезунтску заставу као жуту са црвеним једноглавим орлом. Очигледно, баш и као у метрополитској византијској држави, настављена је подједнака употреба оба мотива. Остале балканске државе пратиле су византијски модел: првенствено Срби, али и Бугари и Албанци (за вријеме Ђурђа Кастриотића), док се послије 1472. године орао појавио и код Руса. У западној Европи, Свето римско царство прихватило је двоглавог орла средином 13. вијека, за вријеме владавине Фридриха II, док је упоредо коришћена верзија са једноглавим орлом.
- Двоглави орао са монограмом Палеолога[19]
- Михајло VIII Палеолог стоји на супедиону украшеном са једноглавим орлом
- Јован VI Кантакузин стоји на супедиону украшеним са златно везеним двоглавим орлом
- Манојло II Палеолог са својом породицом. Два млађа сина носе црвене одоре са златним двоглавим орловима
- Алексије III Велики Комнин и његова супруга Теодора Комнина Кантакузин
- Печат Димитрија Палеолога, морејског деспота

## Тетраграматски крст
За вријеме владавине Палеолога, инсигније владајуће династије, а најближа ствар византијској „националној застави”, био је такозвани „тетраграматски крст”, златни или сребрени крст са четири слова бета (?; често тумачена као огњила) исте боје у сваком углу.
Као инсигнија, крст се већу у честој употребу у Византији налазио у касној антици. Од 6. вијека, крстови са четвртастим словима су широко распростраљени, налазе се нарочито на новцу, формирајући акрониме различитих позива, нпр. четири слова β или слова ϹΒΡΔ . Слике застава са крстовима с четвртастим златним крстовима из 10. вијека су преживјеле и приказ заставе скоро идентичне дизајну Палеолога са почетка 13. вијека.
Тетраграматски крст се у великој броју јавља током 14. и 15. вијека: јавља се на византијском новцу током заједничке владавине Андроника II Палеолога и његовог сина Михајла IX Палеолога, на неколико западних портолона као одреднице Цариграда и византијских градова, изнад једног прозора Дворца Порфирогенита и помиње га Горгије Кодин као „уобичајени царски барјак”. На новцу, слово бета су често пратили кругови или звијезде све до краја Царства, док западни извори понекад описују византијске заставе као једноставне златне крстове на звеној подлози, без слова бета. Симбол су прихватили и византијски вазали, као нпр. Гатилузије које су владале Лезбосом од 1355 или латински владари Родоса Виголо де Вигноли и Фулк де Виларе. Постављен је на зидове Галате, очигледно као знак византијског цара — у великој мјери теоретски — сизеренад над ђеновском колонијом. Заједно са двоглавим орлом, тетраграматски крст је усвојен као дио породичног грба кадетске линије Палеолога која је владала Монфератом. Усвојен је и у Србији, са мањим промјенама.
Тумачење симболизма амблема зависи од препознавање четири цртежа да ли као слова или огњила, спор у коме су и савремени извори недослиједни и што је довело до многих научних дебата још од 17. вијека времена научника Шарла Френсеа и Маркиса Коломбјера. Француски извор са краја 15. вијека изричито их наводи као слова, али средином 14. вијека севиљски путник и Георгије Кодин га називају огњилом (грч. πυρέκβολα). Ипак, како истиче Филип Грирсон, грчка употреба слова као симбола било је давно успостављена пракса и Кодиново препознавање симбола као огњила, вјероватно је одраз западног утицаја. Два традиционална читање четири бета слова, која значе „Цар Царева царује царевима” (грч. Βασιλεὺς βασιλέων βασιλεύων βασιλεύουσιν / Βασιλεὺς βασιλέων βασιλεύοντων βασιλεύει), представио је грчки археолог и нумеролог Јоан Сворон, да би га касније интерпретирао Маркис Коломбјер. Сам Сворон је предложио три читања: „Крст Цара Царева помаже цару” (грч. Σταυρὲ βασιλέως βασιλέων βασιλεῖ βοήθει), „Крст Цара Царева помаже владајућем граду [Цариграду]” (грч. Σταυρὲ βασιλέως βασιλέων βασιλευούσῃ βοήθει) и „Цар Царева царује царевима”, док грчки хералдичар Г. Типалд одбацује Своново читање и предлаже мишљење да су то била понављање мота „Крсту, помози нам” (грч. Σταυρέ, βοήθει).
- Опис са почетка 14. вијека током крсташке опсаде 1204. године
- Кованица билон торнесе из времена заједничке владавине Јована V и Јована VI Кантакузина (1347—1353)
- Тетраграматски крст Палеолога, из 15. вијека Harley 6163 рукопис
- Царски барјак Палеолога, којег је забиљежио Георгије Кодин и који је описа у кастиљанској „Књизи познања свих краљевстава” (око 1350)[33]
- Грб Вилијама IX Палеолога, макрогрофа Монтферата (1494—1518)

## Личне и породичне инсигније
За разлику од западњачких феудалних господара, византијске аристократске породице нису, колико је познато, користиле посебне симболе како би представиле себе или своје сљедбенике. Тек се од 12. вијека па надаље, када је Царство због све већег контакта са са западњацима због крсташких ратова, пошела развијате хералдика међу Византијцима. Чак и тада, тематологија је у великој мјери била изведена из симбола који су коришћени у раним годинама, а њена употреба је била ограничена само на главне породице у Царству. Далеко је чешћа, како на печатимо тако и у декорацијама, била употреба бројева и монограма (грч. συμπίλημα), са словима личног или породичног имена власника распоређених око крста.
Још један веома западњачки дизајн могао се наћи на једном од сада демолираних кула приморских Цариградских бедема, које је обновио Андроник II Палеолог и поставио царски амблем, крунисаног рампарт лава који држи мач.
Била је честа употреба симбола звиједе и полумјесеца, који се јављао на новцу, војним инсигнијама и можда као амблем царског града, што је вјероватно повезано са култом Хекате Носиоце свјетлост из времена хеленистичке Византије. Године 330, Константин Велики је користио овај симбол када је Цариград посвјетио Дјевици Марији.
Познато је да је Ана Нотарас, кћерка посљедњег византијског мега дукса Луке Нотараса, након пада Цариграда и њене емиграције у Италију, направила печат са грбом којег су чинила два лава окренута један према другом, од којих је сваки држао мач у десној шапи, а у лијевој полумјесец. Међутим, то је највјерованије дизајн који је настао тек након емиграције у Италију. С друге стране, прилагођење византијских форми у западњачку употребу може се видјети на печату Андреја Палеолога, кога чини двоглави орао на штиту, што се никада није практиковало у Византијском царству.

## Војне заставе и инсигније
Позноримска војска крајем 3. вијека наставила је да користи уобичајене ознаке римских легија: легијског орла аквила, квадратни вексилум и имаго (биста цара на полу). Поред њих, користили су и драко, усвојен од Драчана, ког су носили коњаници помоћне снаге. Чини се да је мало њих преживјело до 4. вијека. Аквила је изашла из употребе разбијањем старих легија, имаго је одбачен прихватањем хришћанства и само су вексилум и драко повремено појављивали у 5. вијеку и касније. Константин Велики је увео Хи-Ро амблем међу римске војне стандарте, што је довело до стварање лабарума. У иконографским доказима, уобичајен је био облик Хи-Ро о коме је био објешен вексилум, али књижевни докази сугеришу употребу симбола у самом врху. Лабарум, иако је уобичајен у 5. и 6. вијеку, потпуно нестаје током 6. вијека и јавља се поново касније у измијењеној верзији као дио царске регалије.
Крајем 6. вијека у „Стратегикона Маврикија” јављају се два тима војних застава: троугаони пентон или фламоулон (грч. φλάμουλον од лат. flammula — „мали пламен”) и већи бандон (грч. βάνδον од лат. bandum). Пенони су коришћени као декорације на врху копља, али „Стратегикон” препоручује њихове уклањање прије почетка битке. Према писаним доказима, били су једнорепи или дворепи, док касније илустрација рукописа указује на трорепе фламоулоне. Бандон је био главна византијска бојна стандарта од 6. вијека па надаље и по њој су чак добиле име основне јединице византијске војске (бандон или тагма). Поријекло и развој су непознати. Можда је настао као модификација дракоа или вексилума, али јавља се у крајњем облику „Стратегикона”, састављена од квадратног или правоугаоног поља са прикључцима.
Према „Стратегикону”, боје стандарда су одражавале јединствену хијерархијску стуктуру: банда пука исте бригаде (мера, друнгоз) су имале поље исте боје, а разликовале су се по препознатљивом обиљежју, а пукови исте дивизије (мероз или турма) војске су имали исте боје на својим стеговима. Свака мера и мероз су имале своју властиту заставу, као и командни генерал војске (стратег). Заставе су биле истог образца, али различитих већина и са различитим бројем трака (Стратегикон приказује заставе од двије до осам трака). Маврикије у наставку препоручује да застава средишњег мероза, на челу са замјеником команданта (хипостратегос), треба да буде уочљивија од застава других мероза и да застава командног генерала (или цара, ако је присутан) треба да буде најуочљивија од свих осталих. Додатно, Стратегикон прописује посебану стандарду за теретна кола (тулдон) сваке мере. Стандарде нису коришћене само за разликовање јединица, него и за обижељавање тачке састанка и пренос сигнала другим формацијама. У византијској морнарици, на исти начин, сваки брод је имао своју стандарду. Као и код копнене војске, оне су коришћене за пренос сигнала. У 10. вијеку, крст је постао најпрепознатљивији симбол и често се користио као финиал умјесто врха копља. За вријеме Нићифора II велики крстови од злата и драгог камења коришћени су као стандарде, који су можда ношени на мотци или су на други начин истицани као заставе. Поред тога, коришћење честица Истинског крста се често помиње у војним парадама.
У касном периоду Византијског царства, Маврикије записује употребу „тетраграматског крста” Палеолога на царским инсигнијама (грч. βασιλικόν φλάμουλον) којег су носили византијски бродови, док је командант морнарице, мега дукс, носио слику цара на коњским леђима.